# Tren delantero
El tren delantero es una palabra colectiva que incluye todos los elementos que se encuentran en la parte delantera del vehículo, tales como el sistema de suspensión, el sistema de frenos y el mecanismo de dirección. Para que un automóvil sea seguro es muy importante que parte de lo que se le revise sea el tren delantero ya que este puede torcerse y hacer que el vehículo tenga tendencia a girar hacia un lado o no tenga la agilidad inicialmente esperada. Un mal ajuste puede llegar a crear, como consecuencia, un accidente.
- Datos: Q6152114